# Vladimirite
La vladimirite è un minerale.